# هنري مارشان (نحات)
هنري مارشان (بالإنجليزية: Henri Marchand)‏ هو نحات أمريكي، ولد في 1887، وتوفي في 1960.